# Щебланов, Валентин Фёдорович
Валентин Фёдорович Щебланов (29 декабря 1927 года, Грозный, Чеченская АО, Северо-Кавказский край, РСФСР, СССР — 19 апреля 1978 года, Ростов-на-Дону, РСФСР, СССР) — советский художник, член Союза художников СССР (1956), заслуженный художник РСФСР (1969).

## Биография
Родился в Грозном. В 1930 году семья переехала в Тихорецк (Краснодарский край). С 1943 года работал в паровозном депо местной железнодорожной станции. В 1945 году поступил в Ростовское художественное училище, которое окончил в 1950 году. В 1956 году окончил Московский государственный художественный институт имени Сурикова. Его преподавателями в институте были В. Г. Цыплаков и В. П. Ефанов. В том же году стал членом Союза художников СССР. В 1972 году был избран секретарём Союза художников РСФСР. В следующем году стал профессором художественно-графического факультета Ростовского педагогического института. В 1976 году вновь был избран секретарём Союза художников РСФСР. Тогда же был назначен председателем выставочного комитета Юга РСФСР. В 1977 году был избран секретарём Ростовской организации Союза художников РСФСР.

## Критика
Ю. Рудницкая:
В. Ф. Щебланов формировался как художник с начала 60-х годов, в период интенсивных поисков в живописи нового языка для выражения жизненно новых явлений современности, и его стремление к смысловому значению цвета, к обостренной декоративно-пластической логике в композиции, к обобщению и вместе с тем содержательной живописной манере — это закономерно, обусловлено временем и все это сумело проявиться в самобытной индивидуальности.